# 长春莲花山滑雪场
長春蓮花山滑雪場位於中國吉林省長春市二道区四家乡青山村，距市区38公里，是长春市最大的综合滑雪场。滑雪場於2004年完成第一期工程，對外開放，該滑雪場除了接待旅遊和文娛活動外，也常用於體育比賽，曾作為2007年亞洲冬季運動會的比賽場館之一，也是十一運會的比賽場館。

## 建築及其特色
長春蓮花山滑雪場目前佔地6平方公里，共有6條初、中、高级滑雪道，以及一條U型單板滑雪道，供冬季時使用。在夏季無雪時，該滑雪場的雪道成為草地，可用作滑草等活動，每周接待遊客達3000人。其U形滑雪道由瑞典雪聯設計，是目前中國最大的國際標準U型槽比賽場地。由於其滑雪道附合自由式滑雪比賽的要求，曾經主辦過兩次世界性比賽，被用於高山滑雪項目。